# Phlogothamnus maculiceps
Phlogothamnus maculiceps är en insektsart som beskrevs av Hajime Ishihara 1961. Phlogothamnus maculiceps ingår i släktet Phlogothamnus och familjen dvärgstritar. Inga underarter finns listade i Catalogue of Life.